# Turzno (gmina)
Turzno (od 1973 Łysomice) – dawna gmina wiejska istniejąca w latach 1934–1954 w woj. pomorskim/bydgoskim (dzisiejsze woj. kujawsko-pomorskie). Siedzibą władz gminy było Turzno.
Gmina zbiorowa Turzno została utworzona 1 sierpnia 1934 roku w powiecie toruńskim w woj. pomorskim z dotychczasowych jednostkowych gmin wiejskich: Gostkowo, Kamionki, Młyniec, Rogowo i Rogówko (oraz z obszarów dworskich położonych na tych terenach lecz nie wchodzących w skład gmin, m.in. obszaru dworskiego Turzno). 
Po wojnie gmina zachowała przynależność administracyjną. 6 lipca 1950 roku zmieniono nazwę woj. pomorskiego na bydgoskie. Według stanu z dnia 1 lipca 1952 roku gmina składała się z 6 gromad: Brzezinko, Gostkowo, Gronowo, Kamionki, Młyniec i Turzno. Gmina została zniesiona 29 września 1954 roku wraz z reformą wprowadzającą gromady w miejsce gmin. Jednostki nie przywrócono 1 stycznia 1973 roku po reaktywowaniu gmin, utworzono natomiast gminę Łysomice z obszarów dawnych gmin Turzno i Lulkowo.